# Bundesstraße 226
Die Bundesstraße 226 (Abkürzung: B 226) führt von Hagen bis nach Gelsenkirchen. Die Orte entlang der Bundesstraße 226 sind: Hagen, Wetter (Ruhr), Witten, Bochum, Herne und Gelsenkirchen. Die B 226 liegt ausschließlich im Ruhrgebiet und darüber hinaus auch ausschließlich in der historischen Provinz Westfalen.

## Einzugsgebiet
Bis auf Wetter (Ruhr) und Witten lassen sich alle an der B 226 gelegenen Städte als Großstadt bezeichnen mit deutlich mehr als 100.000 Einwohnern. Bochum als größte Stadt im Verlauf der B 226 hat aktuell 380.000 Einwohner. Allein aus allen Orten entlang der B 226 ergibt sich ein großes Einzugsgebiet von über 1.100.000 Einwohnern (Stand: März 2007), auswärtige Reisende nicht mitgerechnet. Es gibt aber auch ländliche Passagen.

## Geschichte
Als erste befestigte Kunststraße (Chaussee) im östlichen Ruhrgebiet entstand 1789/90 die Landstraße von Bochum über Crengeldanz nach Hörde sowie die Ardeystraße von Crengeldanz nach Herdecke. 1799–1801 folgte eine Zubringerstraße von Crengeldanz über Witten bis Bommern. Diese Straße gehörte dem Haus Witten und wurde erst 1865 von der Stadt Witten gekauft.
1844 wurde die Wetterstraße im Ruhrtal zwischen Witten und Wetter als Privatstraße gebaut, diese Straße wurde erst 1911 von der Stadt Witten übernommen.
1925–27 baute der Siedlungsverband Ruhrkohlenbezirk den Ruhrdeich in Witten als Verbindungsstraße in Ost-West-Richtung, um Arbeitslose zu beschäftigen und die Innenstadt vom Durchgangsverkehr zu entlasten.
1931 entstand die heute noch genutzte Ruhrbrücke bei Wetter, die am unteren Ende des Harkortsees liegt.
Die um 1937 eingerichtete Reichsstraße 226 verknüpfte die wichtigsten Industriestädte des östlichen Ruhrgebietes und nutzte dabei den neugebauten Ruhrdeich in Witten.

## Streckenverlauf

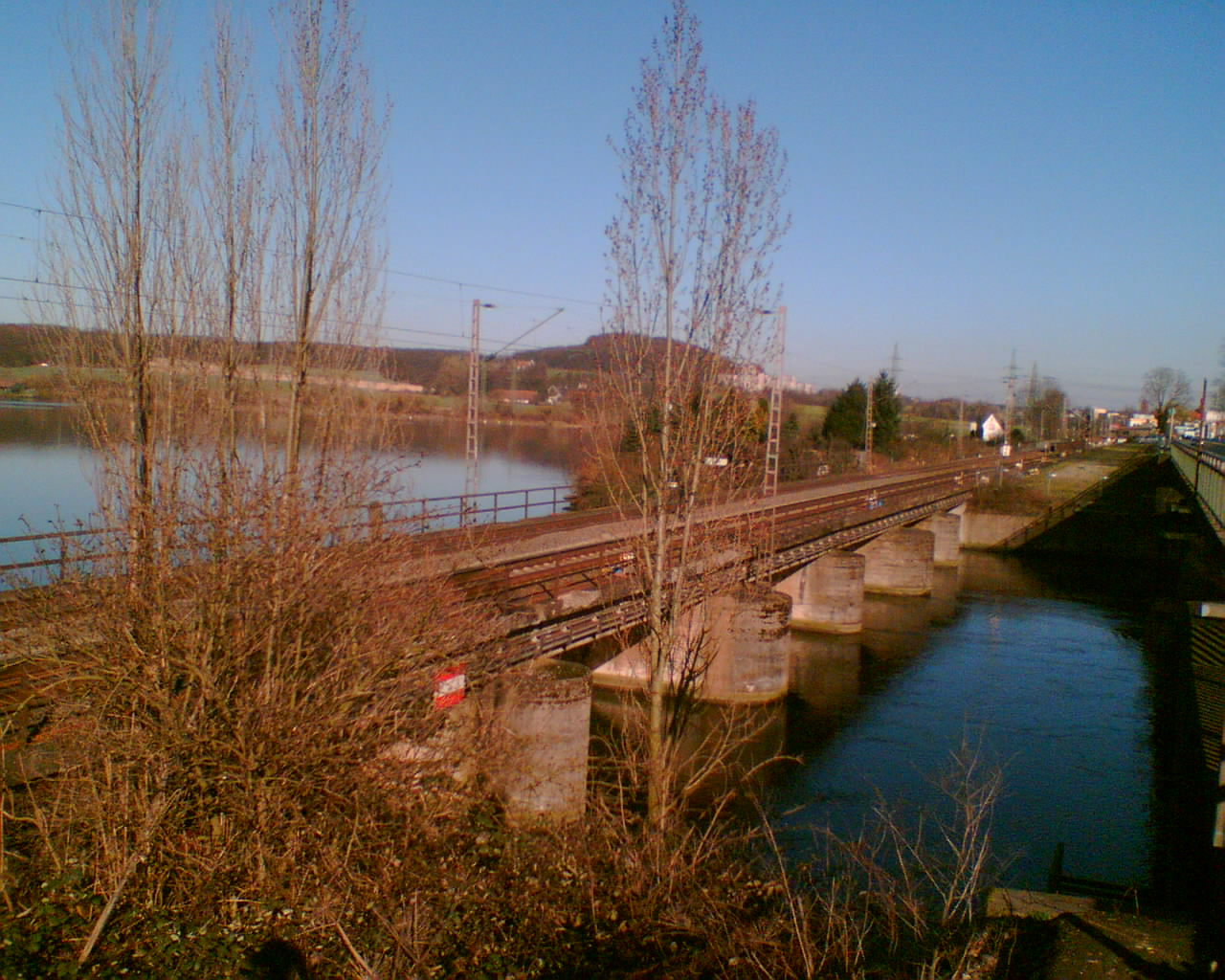
Die Ruhrbrücken am Harkortsee, 2007 (Straße rechts)

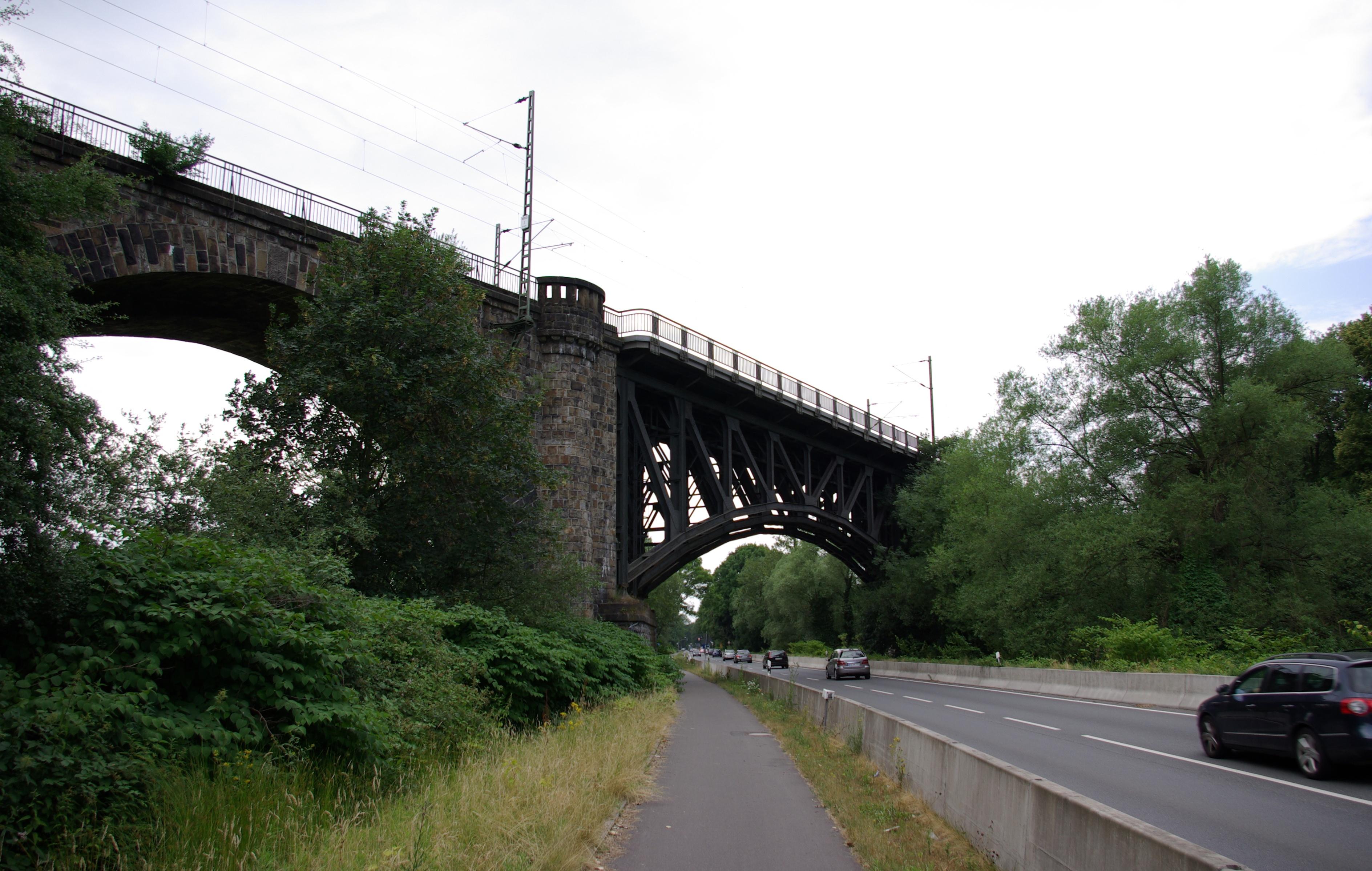
Die Bundesstraße 226 unter dem Ruhr-Viadukt in Witten, 2010

Beginn der B 226 ist auf Hagener Stadtgebiet jener vielbefahrene Kreisverkehr, an dem auch die B 54 abzweigt: Richtung Norden nach Herdecke und Dortmund, Richtung Süden durch das Stadtzentrum von Hagen. Ab diesem Kreisverkehr verläuft die Bundesstraße 226 Richtung Westen, überquert an der Anschlussstelle Nr. 88 „Hagen-West“ die A 1 und erreicht hinter der Ruhrbrücke Wetter am Harkortsee den Ort Wetter (Ruhr). Es ist geplant, den Verlauf der B 226 hier auf das linke Ruhrufer zu verlegen, die Bauarbeiten hierzu sind noch nicht abgeschlossen. Zurzeit wird Wetter (Ruhr) mit einem Verkehrsaufkommen von bis zu 15.000 Pkw pro Tag belastet, die sich mitten durch den Ort bewegen. Nach der Ortsdurchfahrt von Wetter (Ruhr) weist die B 226 Merkmale einer Überlandverbindung auf, wobei auf dem Weg in das 8 km entfernte Witten sehenswerte Bauwerke in einer ansonsten nicht durch Gebäude geprägten Umgebung zu finden sind: Wasserkraftwerk Hohenstein und der Ruhr-Viadukt.
Auf dem rechten Flussufer zwischen Wetter (Ruhr) und Witten verläuft neben der B 226 die Bahnstrecke Elberfeld–Dortmund, auf der auch Intercity-Express- und Intercity-Züge mit Halt in Hagen, teilweise Witten und Dortmund verkehren. Die B 9/B 42 und die Linke bzw. Rechte Rheinstrecke zwischen Koblenz und Bingen/Rüdesheim sind teilweise mit diesem Abschnitt der B 226 vergleichbar. Es ergeben sich sowohl für Auto- als auch für Zugreisende Ausblicke auf die Ruhrauen, das Ardeygebirge und die Situation auf der gegenüberliegenden Seite der Ruhr: der zu Wetter (Ruhr) gehörende Ortsteil Wengern mit einem Haltepunkt der Ruhrtal-Bahn und dem Ruhrtalradweg. Im Bereich Witten-Crengeldanz führt die B 226 unter einer Eisenbahnbrücke hindurch, die mit 3,50 m Durchfahrtshöhe ungewöhnlich niedrig ist.
Zwischen Witten und Bochum verläuft die B 226 nicht mehr im Tal der Ruhr, sondern durch das Stadtgebiet von Witten bis zur Anschlussstelle Nr. 43 „Witten-Zentrum“ der A 448. Von hier bis zur Anschlussstelle Bochum-Laer ist sie durch diese ersetzt. Weiter führt die B 226 nach Bochum, bildet dort den Ring um die Innenstadt und führt nordwestlich wieder aus dieser heraus.
Von der Anschlussstelle Nr. 33 „Bochum-Hamme“ der A 40 über die zu Herne gehörenden Stadtteile Eickel, Holsterhausen und Crange bis zum Ortseingang von Gelsenkirchen-Erle ist die B 226 vierspurig ausgebaut; auf der Emscherinsel, parallel zum Rhein-Herne-Kanal, sind es lediglich zwei. In Herne-Crange findet alljährlich die Cranger Kirmes statt, was immer im August zur Vollsperrung der B 226 an der gleichnamigen Anschlussstelle Nr. 33 der A 42 führt. Auch im Bereich von Gelsenkirchen-Erle ist die B 226 zu einer für Fußgänger optimierten zweispurigen Geschäftsstraße umgebaut worden.
In Gelsenkirchen-Buer, an der Anschlussstelle Nr. 42 „Gelsenkirchen-Buer-West“ der A 52, endet die B 226 nach ca. 43 Kilometern wie bereits zu Beginn in einem Kreisverkehr, der sich hier zudem zweispurig über der Autobahn befindet. Richtung Süden zweigt die B 224 ab, die als Teil einer Kraftfahrstraße im Essener Norden nach Gladbeck und Essen führt.

## Mitbenutzung durch Straßenbahnen
Zwischen der Stadtgrenze Bochum/Herne und der Bochumer Innenstadt sowie zwischen Altenbochum und Witten verlaufen die Straßenbahnstrecken Wanne-Eickel – Bochum (Linie 306/316) sowie Bochum – Langendreer – Witten (Linien 302/305/309/310) der Bogestra auf der B 226; teilweise bündig zur Straße, teilweise auf eigenem Bahnkörper. In Gelsenkirchen-Erle wird die Bundesstraße von der Straßenbahnlinie 301 Gelsenkirchen Hbf – GE-Erle – GE-Buer – GE-Horst derselben Gesellschaft mitbenutzt.